# Kinh tế học cổ điển
Kinh tế học cổ điển hay kinh tế chính trị cổ điển là một trường phái kinh tế học được xây dựng trên một số nguyên tắc và giả định về nền kinh tế để giải thích các hoạt động kinh tế của xã hội loài người trong đó giả định quan trọng nhất là nền kinh tế có thể tự điều chỉnh dựa trên các quy luật tự nhiên của việc sản xuất và trao đổi hàng hóa. Đây là một trong những xu hướng tư tưởng kinh tế để lại dấu ấn sâu sắc trong lịch sử phát triển các luận thuyết kinh tế. Nhiều quan điểm chủ đạo của trường phái này vẫn còn có ảnh hưởng đến tận ngày nay. Xu hướng tư tưởng của trường phái cổ điển bắt đầu xuất hiện từ thế kỷ 17 và phát triển mạnh mẽ vào thế kỷ 18 đến nửa cuối thế kỷ 19.

## Những người sáng lập
Người đại diện đầu tiên và được xem là ông tổ của kinh tế cổ điển là William Petty (1623 – 1687), người Anh. Những công trình của ông chuyên về lĩnh vực thuế, hải quan và thống kê. Ông là một nhà kinh tế học được K. Marx đánh giá cao qua các tác phẩm kinh tế chính trị của ông. Những tên tuổi lớn của trường phái này gồm Adam Smith (1723-1790), David Ricardo (1772-1823), Thomas Malthus (1766-1834), John Stuart Mill (1806-1873). Theo họ kinh tế chính trị là kinh tế được nhìn bằng con mắt của chính trị gia do đó khoa kinh tế chính trị học nghiên cứu về sự giàu có của các quốc gia và cách thức các quốc gia này làm tăng của cải lên.

## Phương pháp luận
Trường phái cổ điển đối lập với chủ nghĩa trọng thương trên nhiều phương diện, trong đó sự khác biệt biểu hiện ở phương pháp luận và đối tượng nội dung các luận thuyết. Thực tiễn giai đoạn phát triển kinh tế công xưởng lên công nghiệp hóa thể hiện sự trỗi dậy của lực lượng doanh nghiệp hoạt động trong sản xuất công nghiệp, đẩy hoạt động buôn bán và cho vay vào hàng thứ yếu. Với lý do đó đối tượng nội dung của nghiên cứu kinh tế học chuyển từ lĩnh vực giao thương sang lĩnh vực sản xuất. Phương pháp nghiên cứu dựa trên việc đề xuất các định đề thu nhận từ các quy luật sản xuất có thể quan sát. Có thể nói, trường phái cổ điển biến kinh tế chính trị thành một môn khoa học nghiên cứu những vấn đề kinh tế cơ bản nhất của một quốc gia trong đó trường phái này đề cao sự cạnh tranh tự do và cho đó là nền tảng để một nền kinh tế vận hành tốt đem lại sự giàu có cho một quốc gia. Chính từ trường phái này đã sản sinh ra môn khoa học kinh tế.
Tăng trưởng kinh tế và phồn thịnh xã hội được cho là phụ thuộc vào sự năng động và trạng thái cân bằng cung cầu của nền kinh tế quốc gia. Trường phái cổ điển cho rằng cân bằng cung cầu trong kinh tế có thể đạt được một cách tự động theo quy luật thị trường của Jean-Baptiste Say. Trường phái cổ điển coi tiền tệ là một dạng hàng hóa đặc biệt trong thị trường hàng hóa, và chúng không thể bị thay thế bởi những thỏa thuận giữa mọi người. Tuy nhiên, chức năng của tiền chỉ được đánh giá là phương tiện trao đổi mang tính kỹ thuật.
Ngoài ra, việc đơn giản hóa phân tích và hệ thống hóa đã làm cho kinh tế học hướng đến việc tạo ra các mệnh đề thuần túy kinh tế không tính đến các yếu tố tâm lý, đạo đức, luật pháp và các yếu tố xã hội khác.

## Những đặc điểm riêng biệt
1. Không công nhận chính sách bảo hộ mậu dịch của nhà nước và chú trọng phân tích các vấn đề của lĩnh vực sản xuất trong sự tách biệt khỏi lĩnh vực giao thương; đề xuất và áp dụng các phương pháp nghiên cứu tiến bộ như phương pháp nguyên nhân-hậu quả, suy diễn, quy nạp, logic trừu tượng. Tuy nhiên, việc đặt ra sự đối nghịch giữa hai lĩnh vực sản xuất và giao thương đã làm cho các nhà kinh tế học cổ điển đánh giá không đầy đủ những liên quan mật thiết giữa hai lĩnh vực đó, trong đó có ảnh hưởng của các yếu tố giao thương lên quá trình sản xuất.
2. Dựa trên phương pháp phân tích nguyên nhân-hậu quả, tính toán các chỉ số kinh tế trung bình, các nhà "cổ điển" tìm cách làm sáng tỏ cơ cấu hình thành giá trị hàng hóa. Họ cho rằng dao động của giá cả trên thị trường không liên quan đến "bản chất tự nhiên" của tiền và số lượng của chúng, mà liên quan đến các chi phí sản xuất, hay nói cách khác, đến số lượng lao động bỏ ra.
3. Phạm trù giá trị vào thời đó được đánh giá là mấu chốt của phân tích kinh tế, là gốc rễ để nảy mầm các phạm trù khác. Vấn đề giá trị hàm chứa các câu hỏi như sau: giá trị biểu hiện giống như một hiện tượng và các dạng thức của nó thế nào? Cơ sở, nguồn gốc hay nguyên nhân nào của giá trị? Giá trị có đại lượng hay không và cách xác định đại lượng đó như thế nào? Cái gì có thể dùng để đo giá trị? Giá trị thực hiện chức năng nào trong lý thuyết kinh tế? Ngoài ra, việc đơn giản hóa phân tích và hệ thống hóa đã làm cho khoa học kinh tế hướng đến phát minh các quy luật mang tính cơ học, tương tự như trong vật lý học, nghĩa là không tính đến các yếu tố tâm lý, đạo đức, luật pháp và các yếu tố xã hội khác.
4. Tăng trưởng kinh tế và phồn thịnh xã hội được cho là không phải dựa vào nguyên tắc xuất siêu, mà là sự năng động và cân bằng trạng thái nền kinh tế quốc gia. Trong vấn đề này các nhà "cổ điển" không vận dụng các phương pháp phân tích toán học hay mô hình toán học để có thể chọn ra phương án tối ưu trong số các phương án về tình trạng kinh tế. Trường phái cổ điển cho rằng cân bằng trong kinh tế là có thể đạt được một cách tự động theo quy luật thị trường của Jean-Baptiste Say
5. Từ lâu tiền tệ được cho là của con người tạo ra một cách chủ ý. Đến giai đoạn của trường phái cổ điển tiền tệ được cho là một dạng hàng hóa tách biệt từ trong thế giới hàng hóa, và chúng không thể bị thay thế bởi những thỏa thuận giữa mọi người. Tuy nhiên, chức năng của tiền chỉ được đánh giá là phương tiện trao đổi mang tính kỹ thuật.

## Các giai đoạn phát triển
Vấn đề xác định giai đoạn phát triển trường phái cổ điển được xem xét từ lâu. Thời điểm mở đầu của trường phái này được chấp nhận theo quan điểm của K. Marx và dường như không gây tranh cãi trong giới nghiên cứu lịch sử kinh tế. Tuy nhiên thời điểm kết thúc của nó thì Marx chỉ hạn chế bằng những tác phẩm của A. Smith và D. Ricardo. Các luận thuyết của các nhà nghiên cứu tiếp theo không được Marx công nhận là thuộc về trường phái này, và Marx gọi đó là Kinh tế chính trị tầm thường, mà những người đứng đầu của khuynh hướng này là Th. Malthus và J. B. Say.
Quan điểm trên của Marx không được hưởng ứng bởi các nhà nghiên cứu khác, ví dụ như J. K. Gelbreyt – giáo sư trường đại học tổng hợp Harvard. Ông cho rằng ý tưởng của Smith và Ricardo vẫn còn tiếp tục phát triển đến tận giữa thế kỷ 19 với những tác phẩm nổi tiếng của J. S. Mill . Ý kiến này được các nhà nghiên cứu lịch sử tư tưởng kinh tế Ben Celigmen, P. Samuelson và M. Blaug công nhận. Dựa vào những đặc điểm chung, đúc kết từ các luận thuyết của các nhà nghiên cứu tiêu biểu, có thể xem cách phân chia giai đoạn phát triển của trường phái này như sau:
- Giai đoạn 1: Từ cuối thế kỷ 17 đầu thế kỷ 18, bắt đầu bằng những tác phẩm lý luận của U. Petty – người Anh, và P. Buagilber – người Pháp, với những ý tưởng đối lập chủ nghĩa trọng thương. Đó là những người đầu tiên tìm cách giải thích nguồn gốc giá trị của hàng hóa và dịch vụ (bằng cách xác định lượng thời gian lao động và công lao động đã bỏ ra trong sản xuất). Họ đã khẳng định ý nghĩa tiên quyết của nguyên tắc tự do đối với hoạt động kinh tế trong chính lĩnh vực sản xuất vật chất. Tiếp theo đó là sự xuất hiện chủ nghĩa trọng nông – một khuynh hướng thuộc về trường phái cổ điển mà đứng đầu là Francois Quesnay và Anne-Robert-Jacques Turgot – với những phê phán sâu sắc và đầy luận chứng đối với chủ nghĩa trọng thương, kéo dài trong 1/3 khoảng giữa thế kỷ 18. Trong giai đoạn đầu tiên này chưa có nhà kinh tế học đại diện nào có được lý luận đầy đủ về phát triển hiệu quả sản xuất trong công nghiệp và cả trong nông nghiệp.

- Giai đoạn 2: kéo dài trong 1/3 khoảng cuối thế kỷ 18, là giai đoạn gắn liền với tên tuổi của nhà kinh tế học vĩ đại Adam Smith với tác phẩm "Sự giàu có của các dân tộc" (1776), đã đưa Kinh tế chính trị đến mức hoàn chỉnh của một môn khoa học. Những khái niệm "con người kinh tế" và "bàn tay vô hình" đã thuyết phục được nhiều thế hệ nghiên cứu kinh tế. Đến tận những năm 30 của thế kỷ 20 nhiều nhà kinh tế học còn tin vào sự đúng đắn của quan điểm laisez faire – không có can thiệp nhà nước vào tự do cạnh tranh. Những luận thuyết của A. Smith đã trở thành cơ sở để xuất hiện các lý thuyết hiện đại về hàng hóa, tiền tệ, tiền công lao động, lợi nhuận, tư bản, lao động sản xuất và các phạm trù khác.
- Giai đoạn 3: trong nửa đầu thế kỷ 19, là giai đoạn chuyển bước từ sản xuất dạng công xưởng lên dạng nhà máy với việc cơ khí hóa các công đoạn sản xuất, diễn ra đặc biệt ở các nước phát triển như Anh và Pháp. Tiếp tục tư tưởng của Smith là các nghiên cứu của D. Ricardo, T. Malthus, N. Cenior, J.B. Say, F. Bastia
- Giai đoạn 4: trong nửa cuối thế kỷ 19 – giai đoạn kết thúc của trường phái cổ điển với những tác phẩm của J. C. Mill và K. Marx. Tuy trong giai đoạn này bắt đầu hình thành khuynh hướng tư tưởng mới mà sau này được gọi là trường phái tân cổ điển, nhưng các lý luận phổ biến của các nhà cổ điển vẫn còn ảnh hưởng rất lớn trong phạm vi nghiên cứu kinh tế thời gian này.

## Các nguyên lý cơ bản
- Con người chỉ được xem xét trên phương diện kinh tế với một nguyện vọng duy nhất: hướng đến lợi ích tư hữu để nâng cao vị thế của mình. Đạo đức, văn hóa, truyền thống và nhiều thứ khác không nằm trong tầm quan sát.
- Mọi chủ thể tham gia vào quá trình kinh tế đều tự do và công bằng trước pháp luật, kể cả trên phương diện khả năng tiên liệu trước các vấn đề kinh tế.
- Mọi chủ thể kinh tế đều nhận được thông tin đầy đủ về giá cả, mức lợi nhuận, tiền công lao động, giá thuê đất ở bất kỳ thị trường nào, ngay tại thời điểm hiện tại hay trong tương lai.
- Thị trường đảm bảo ổn định tài nguyên: lao động và vốn có thể lập tức được đáp ứng tại nơi cần chúng.
- Độ đàn hồi của lượng lao động theo giá tiền lương là không dưới 1, nghĩa là tiền công lao động tăng kéo theo tăng số lượng lao động; ngược lại, tiền công giảm thì lượng lao động cũng giảm.
- Mục đích duy nhất của nhà tư bản là tối đa lợi nhuận từ vốn.
- Trên thị trường lao động tồn tại sự mềm dẻo tuyệt đối của tiền công lao động, nghĩa là giá lao động chỉ được xác định bởi cung và cầu của thị trường lao động.
- Yếu tố quan trọng làm tăng số lượng của cải là tích lũy tư bản.
- Cạnh tranh phải là hoàn hảo, và nền kinh tế phải là hoàn toàn giải phóng khỏi sự can thiệp nhà nước, ở đó "bàn tay vô hình" sẽ điều phối tài nguyên một cách tối ưu.